# Perisama goeringi
Perisama goeringi är en fjärilsart som beskrevs av Druce 1875. Perisama goeringi ingår i släktet Perisama och familjen praktfjärilar. Inga underarter finns listade i Catalogue of Life.